# Kosteliště
Kosteliště (německy Johanneskirchl) je samota, část městyse Všeruby v okrese Domažlice v Plzeňském kraji. Nachází se asi tři kilometry severozápadně od Všerub. Je zde evidována jedna adresa. V roce 2011 zde trvale žil jeden obyvatel.
Kosteliště leží v katastrálním území Myslív u Všerub o rozloze 4,21 km².

## Historie
První písemná zmínka o vesnici pochází z roku 1748. V osadě stál kostel svatého Jana Křtitele připomínaný již v 17. století.

## Obyvatelstvo
Při sčítání lidu v roce 1921 zde žilo 19 obyvatel, z toho bylo 16 Němců a tři cizozemci. Všichni obyvatelé se hlásili k římskokatolické církvi.
| Rok            | 1869 | 1880 | 1890 | 1900 | 1910 | 1921 | 1930 | 1950 | 1961 | 1970 | 1980 | 1991 | 2001 | 2011 | 2021 |
| -------------- | ---- | ---- | ---- | ---- | ---- | ---- | ---- | ---- | ---- | ---- | ---- | ---- | ---- | ---- | ---- |
| Počet obyvatel | 25   | 23   | 21   | 16   | 18   | 19   | 16   | 3    | 8    | –    | 2    | –    | –    | 1    | 1    |
| Počet domů     | 3    | 3    | 3    | 3    | 3    | 3    | 3    | 3    | –    | –    | 1    | 1    | 1    | 1    | 1    |

## Obecní správa
Při sčítání lidu v letech 1850–1951 Kosteliště bylo osadou obce Myslív v okrese Domažlice. Od roku 1952 je částí městyse Všeruby v okrese Domažlice.